# Katja MacLeod Kessin
Katja MacLeod Kessin (Hamburgo, 7 de fevereiro de 1959 — Montreal, 1 de abril de 2006) foi uma pintora canadiana nascida na Alemanha.

## Biografia
Kessin nasceu a 7 de fevereiro de 1959 em Hamburgo, na Alemanha. Por volta de 1980 ela emigrou para Montreal, no Canadá. Ela estudou arte na Universidade Concórdia, obtendo um MFA em pintura em 1993, e um PhD em Humanidades em 2003.
Kessin ensinou arte em Concordia, incluindo o ensino de arte para não artistas. Ela também criou um programa de arte para mulheres e crianças num abrigo para mulheres em Montreal. Em 2000, ela recebeu o prémio nacional de mérito concedido pela Senior Women Academic Administrators of Canada.
Kessin faleceu no dia 1 de abril de 2006 em Montreal, no Canadá. Em 2007 uma retrospectiva do seu trabalho foi apresentada na Galeria FOFA da Universidade Concórdia.
O seu trabalho encontra-se na colecção do Musée national des beaux-arts du Québec.

## Vida pessoal
Kessin foi casada com Darcy MacLeod, com quem teve três filhos.